# Skorków
Skorków – wieś w Polsce położona w województwie świętokrzyskim, w powiecie włoszczowskim, w gminie Krasocin.
W latach 1975–1998 miejscowość położona w województwie kieleckim.
Obecny ulicowy układ wsi zaprowadzony został po uwłaszczeniu chłopów w drugiej połowie XIX wieku. Wieś zajmuje powierzchnię 425 ha.

## Części wsi
| SIMC    | Nazwa          | Rodzaj    |
| ------- | -------------- | --------- |
| 0246095 | Koło Przejazdu | część wsi |
| 0246103 | Komorniki      | część wsi |
| 0246110 | Stara Wieś     | część wsi |

## Nazwa wsi
Etymologia słowa Skorków nie jest do końca znana. Niegdyś wieś nazywano Skórkowem stąd przypuszczenie, że nazwa pochodzi od czynności korowania drzewa. Najprawdopodobniej jednak jest to staropolska nazwa dzierżawcza – nazwisko założyciela i pierwszego właściciela osady o przydomku Skorek.

## Historia
Początkowo Skorków należał administracyjnie do grodu chęcińskiego, następnie przez długie wieki wieś powiązana była z niegrodowym starostwem małogoskim.
Skorków po raz pierwszy pojawia się w źródłach pisanych w 1508 roku. W rejestrach poboru łanowego wieś występuje jako dzierżawa królewska w posiadaniu rodziny Slanków (Słąków). Najprawdopodobniej przeszła w ich majątek 9 sierpnia 1440 roku. Wtedy to w Budzie król Władysław III Warneńczyk przekazał pod zastaw Mikołajowi Slance Małogoszcz wraz z przyległymi wsiami Cieślami, Leśnicą i zapewne Skorkowem. Wkrótce Mikołaj Slanka poległ w bitwie pod Warną, a królewski zastaw odziedziczył jego syn Piotr Słąka. Pod jego zarządem dobra małogoskie zaczęły przynosić znaczne dochody. Ze Skorkowa Słąka czerpał drewno, miód, smołę i skóry, którymi następnie handlował w Krakowie i Gdańsku. 
Szybki rozwój osady zahamowany został przez działania synów Piotra Słąki – Mikołaja i Piotra. Obłożyli oni chłopów i mieszczan większymi ciężarami feudalnymi, co między innymi spowodowało ucieczkę dwóch skorkowskich kmieci. Mimo to w tym czasie wieś wraz z przyległymi Leśnicą i Cieślami oszacowana była na ogromną sumę 2000 grzywien.
Pomiędzy rokiem 1508 a 1540 we wsi wybudowano karczmę. W tym czasie Skorków posiadał 10 łanów zagospodarowanych, 2 łany puste i 4-5 łanów folwarków pańszczyźnianych.
Z opisu księgi uposażeń arcybiskupstwa gnieźnieńskiego Jana Łaskiego wynika iż, dziesięcinę w wysokości 5 grzywien mieszkańcy Skorkowa dostarczali do oddalonych o 25 kilometrów Chęcin na rzecz prebendariusza tamtejszej kaplicy zamkowej.
Po Slankach właścicielem tenuty małogoskiej, a w tym Skorkowa, został kasztelan sandomierski i podskarbi koronny Stanisław Sobek z Sulejowa. W tym okresie ludność wsi zajęła się dodatkowo eksploatacją złóż miejscowego marmuru szarego na potrzeby chęcińskich kamieniarzy. W latach 1595–1617 mieszkańcy Skorkowa brali udział w budowie kościoła w Małogoszczu.
Na przełomie XVI i XVII wieku właścicielami Skorkowa byli Kłoczowscy, m.in. Anna Kłoczowska (Kłoczewska), która na mocy dekretów królewskich z 4 kwietnia 1601 roku przeprowadziła w listopadzie tego roku sypanie kopców granicznych między dobrami królewskimi w tym Skorkowem a dobrami parafii małogoskiej i Kozłowem należącym do Mikołaja Kozłowskiego (głównego powoda sprawy). Kopce rozgraniczające dobra królewszczyzny małogoskiej od dóbr prywatnych zostały zrównane z ziemią przez kmieci ze Skorkowa, Ciesiel i Lesnicy w 1606 roku z polecenia starosty małogoskiego Krzysztofa Kochanowskiego.
Ogromne spustoszenia w starostwie małogoskim dokonane przez wojska szwedzkie w czasie wojny nie ominęły również Skorkowa. We wsi pozostało 11 kmieci (1660), jednak tylko trzech było zdolnych by gospodarować na zasiedlonej roli. Pozostali wraz z rodzinami znaleźli się na utrzymaniu dworu. Otrząsanie się ze skutków najazdu było spowalniane przez ogólny kryzys w jakim znalazła się Rzeczpospolita po wojnie ze Szwecją.
W 1682 roku Skorków nawiedziła klęska nieurodzaju. Pomimo że pola nie były uprawiane zarówno szlachta, jak i kler nie zaprzestały ściągania od chłopów powinności feudalnych (ksiądz Mateusz Kazimierz Orłowski, prepozyt i proboszcz małogoski, zaległą dziesięcinę ściągał w latach następnych). Spowodowało to protesty i wystąpienia.
W 1775 roku we wsi żyło 12 rodzin chłopskich, posiadających gospodarstwa półłanowe oraz 5 zagrodników. Kmieci obowiązywała pańszczyzna sprzężajna 4 dni tygodniowo, zaś zagrodników pańszczyzna piesza, 3 dni tygodniowo. Ponadto z gospodarstw półłanowych płacono dworowi roczny czynsz 10 groszy i oddawano 2,5 korca owsa, jednego kapłona oraz 8 jajek.
W 1789 roku Skorków liczył 14 gospodarstw kmiecych, które łącznie zajmowały 8,5 łanów.
W roku 1827 we wsi znajdowało się 27 domostw.
W 1864 roku na mocy ukazu cara Aleksandra II Romanowa z 2 marca 1864 roku o uwłaszczeniu włościan mieszkańcy Skorkowa stali się właścicielami posiadanej ziemi oraz budynków.
W nocy z 14 na 15 sierpnia 1944 oddział Armii Ludowej dowodzony przez Tadeusza Łęckiego w czasie ataku na mieszczący się w Skorkowie niemiecki sztab batalionu budującego umocnienia polowe zlikwidował tenże sztab liczący 38 Niemców. W czasie walki poległo dwóch partyzantów. 
22 września 1944 roku partyzanci wysadzili w Skorkowie tor kolejowy na linii Kielce-Włoszczowa, co spowodowało wielogodzinną przerwę w ruchu na tym odcinku.
Od roku 1949 we wsi działa Ochotnicza Straż Pożarna.
W roku 1968 wieś została zelektryfikowana, a w 1984 zwodociągowana.

## Szkolnictwo
O istnieniu szkoły we wsi Skorków wzmiankuje Słownik Geograficzny Królestwa Polskiego z 1889, choć z relacji skorkowian spisanych w 1946 roku przez ówczesnego dyrektora szkoły Stanisława Adamczyka wiadomo, że pierwsza placówka elementarnej oświaty w Skorkowie powstała w latach 60. XIX wieku.
Była to szkoła jednoklasowa borykająca się z dużymi trudnościami, m.in. brakiem budynku szkolnego. Dopiero około roku 1890 przekazano na cel szkoły budynek po karczmie wraz z gruntem. Kierownikiem tej placówki do 1917 roku był Antoni Buller, który zapisał się w pamięci mieszkańców Skorkowa jako świetny pedagog. Przeprowadził zadrzewianie terenu szkolnego, a także założył ogródek owocowy i wzorcowe gospodarstwo dla praktycznej nauki uczniów.
W czasie rewolucji 1905-1907 z żądaniami wobec władz rosyjskich wystąpiła także ludność Skorkowa. Wyrazem tego była podjęta przez radę szkolną uchwała o nauczaniu w języku polskim.
Szkoła nie przestała funkcjonować w okresie I wojny światowej. Fatalny stan szkoły zwiększały trudności finansowe, wobec czego postanowienie Dozoru Szkolnego w Skorkowie z roku 1922 o budowie nowej szkoły nie zostało wprowadzone w życie. Jedynym ratunkiem były remonty: budowa nowej ściany zachodniej w 1925 roku i założenie nowego zadaszenia z blachy w latach 1930-1931. Starania o budowę nowej szkoły przekreśliła II wojna światowa.
Po wojnie edukacje prowadzono w poniemieckim baraku w którym stworzono sześcioklasową szkołę. Zajęcia prowadzono w klasach łączonych. W 1959 roku szkole w Skorkowie przekazano piętrowy budynek.
Od 1999 roku szkoła podstawowa w Skorkowie liczy 6 klas. Uczniowie starsi uczęszczają do gimnazjum w Bukowie.

## Rozwój liczebny ludności
- 1789 r. – 201 osób
- 1827 r. – 207 osób
- 1921 r. – 584 osób
- 2005 r. – 650 osób
- 2006 r. – 641 osób